# Federico Cornaro
Federico Cornaro (Veneza, 9 de junho de 1531 - Roma, 4 de outubro de 1590) foi um cardeal do século XVII

## Biografia
Nasceu em Veneza em 9 de junho de 1531. Terceiro dos dez filhos de Giovanni Cornaro, senador e procurador veneziano, e Adriana Pisani. Seu primeiro nome também está listado como Alvisi; e seu sobrenome como Corner. Os outros irmãos eram Luigi, ou Alvise, (cardeal, 1511); Francesco (governador de galera que morreu na guerra contra os turcos); Giorgio (bispo de Treviso), Marco; Marcantonio (pai do Doge Giovanni); Marieta; outra garota; Cornélia; e outra garota; o pai também tinha uma filha ilegítima. Ele era membro da filial Cornaro della Regina da família na linha S. Polo. Sobrinho dos cardeais Marco Cornaro (1500); Francesco Cornaro , sênior (1527). Sobrinho do cardeal Francesco Pisani(1517). Irmão do cardeal Luigi Cornaro (1551). Tio do cardeal Francesco Cornaro , iuniore (1596). Primo do cardeal Andrea Cornaro (1544). Tio do cardeal Gianfrancesco Morosini (1588). Tio-avô do cardeal Federico Cornaro , iuniore (1626). Outro cardeal da família foi Giorgio Cornaro (1697). O cardeal Giovanni Cornaro (1778) pertencia ao ramo San Maurizio da família.
Estudou Direito em Veneza..
Recebeu a tonsura clerical. Ingressou na Ordem Militar de São João de Jerusalém. Nomeado grão-prior de Chipre, quando o cargo foi renunciado em seu favor por seu irmão mais velho, o cardeal..
Eleito bispo de Traù, Dalmácia, em 27 de março de 1560. Consagrado (sem informações encontradas). Ele nunca esteve presente e delegado no Canon Tomaso Sperandeo como vigário. Transferido para a sede de Bérgamo em 15 de janeiro de 1561. Participou do Concílio de Trento de 23 de fevereiro de 1562 a 3 de dezembro de 1563. Na diocese de Bérgamo celebrou três sínodos: em 4 de setembro de 1564, 10 de maio de 1568 e 15 de setembro de 1574. Ampliou o palácio episcopal e fundou um seminário para clérigos. Participou dos quatro primeiros conselhos provinciais convocados por Dom Carlo Borromeo, arcebispo de Milão. Transferido para a sede de Pádua em 19 de julho de 1577. Imediatamente iniciou uma visita pastoral à diocese. Em Pádua, ele também celebrou três sínodos. No final de julho de 1579, retomou a visita pastoral à diocese..
Criado cardeal sacerdote no consistório de 18 de dezembro de 1585; recebeu o gorro vermelho e o título de S. Stefano al Monte Celio, em 15 de janeiro de 1586. Recebeu a presidência da Annona em todo o Estado da Igreja. Obteve do Papa Sisto V um coadjutor com direito de sucessão, seu sobrinho Alvise Corner. Participou do primeiro conclave de 1590, no qual foi eleito o Papa Urbano VII..
Morreu em Roma em 4 de outubro de 1590, durante a sede vacante do Papa Urbano VII. Sepultado na igreja de S. Silvestro al Quirinale, Roma. Posteriormente, transladou-se a Pádua e sepultou-se em sua catedral.